# Erwin Kneihsl
Erwin Kneihsl (* 28. Mai 1952 in Wien) ist ein österreichischer Künstler. Er lebt und arbeitet in Wien.

## Ausbildung
Kneihsl studierte Ende der 1960er Jahre an der Höheren Grafischen Bundeslehr- und Versuchsanstalt Fotografie. Obwohl sich Kneihsl gelegentlich auch anderen Medien wie Performance und Film gewidmet hat, besteht sein künstlerisches Œuvre heute hauptsächlich aus fotografischen Arbeiten. Kneihsl ist bereits seit Mitte der 1970er Jahre als Künstler aktiv.

## Werk
Erwin Kneihsls fotografische Arbeiten sind nahezu ausschließlich analog und schwarz-weiß. Zudem ist die Qualität des Entwicklungsprozesses und die Auswahl des Materials außergewöhnlich hochwertig. Typisch für Kneihsls Arbeiten sind außerdem die von Hand zugeschnittenen Graupappen, auf die er die Fotografien per Tacker montiert. So kommt es, dass trotz der natürlichen Eigenschaft der Reproduzierbarkeit des Mediums Fotografie, Kneihsls Arbeiten aufgrund der Handabzüge, der Montage und der Künstlerrahmung Unikat Charakter haben.
Erwin Kneihsl ist Herausgeber der Zeitschrift Schönheit und Vernunft – Zeitschrift für Fototheorie.
Er wird momentan von der Galerie Guido W. Baudach in Berlin und SVIT in Prag repräsentiert.

## Einzelausstellung (Auswahl)
- 2018  that’s it, Galerie Guido W. Baudach, Berlin
- 2017  just, The View, Budapest
- 2017  history, The View, Budapest
- 2017  nightsun, Koya-san, Japan
- 2015  nur, Galerie Guido W. Baudach, Berlin
- 2014  Universe, Warsaw Gallery Weekend, Warschau
- 2013  Space Grey, Galerie Guido W. Baudach, Berlin
- 2012  IMEK – Ich liebe Euch doch Alle, Kosmetiksalon Babette, Berlin
- 2011  Maid, Rocket and Sun, Galerie Andreas Höhne, München
- 2011  very, Galerie Guido W. Baudach, Berlin
- 2010  Two, SVIT, Prag
- 2010  Erwin Kneihsl, Galerie Guido W. Baudach, Berlin
- 2009  Restlicht – Diktatur der Schönheit, Galerie Andreas Höhne, München
- 2007  South Beach Confidential, Galerie Guido W. Baudach, Berlin
- 2005  Licht 3 Darwin, Galerie Guido W. Baudach, Berlin
- 2004  Licht 4 – Der Heilige Berg, allerArt, Bludenz
- 2004  D-Day 2 (with Tine Furler), Brotherslasher, Köln
- 2004  Licht 2 – Jerusalem, Galerie Guido W. Baudach, Berlin
- 2004  Sex, Essen und Gewalt – Teil 1-3 (Ausschnitt), Le Bar du Paris Bar, Berlin
- 2003  D-Day (with Tine Furler),  Brotherslasher, Köln
- 2002  Licht, Galerie Guido W. Baudach, Berlin
- 1999  Gesinnung ´99 (with Jonathan Meese), Contemporary Fine Arts, Berlin
- 1998  Das Ich, das Es und die Schuhpflege, ehem. Artemis – Lady Fitness, Wien
- 1992  Sex, Essen und Gewalt 2, Dominikanerkloster, Wien
- 1990  Sex, Essen und Gewalt 1, Café Engländer, Wien
- 1977  Neue Fotos, Galerie Billrothstraße, Wien
- 1976  Verkaufsausstellung, Ehem. Fleischhauerei Oranienplatz, Berlin

## Gruppenausstellungen (Auswahl)
- 2020  Wolken in der zeitgenössischen Kunst – flüchtig – zeichenhaft – bedrohlich , Oldenburger Kunstverein
- 2020  Aurora Noir, Treignac Projet, Frankreich
- 2020  Faces and Names, Galerie Guido W. Baudach, Berlin
- 2020  The Last Unicorn, Museum im Prediger, Schwäbisch Gmünd, Germany
- 2020  Dark Matter, Galerie Guido W. Baudach, Berlin
- 2019  “Where higher beings commanded, …” – Heinrich Nüsslein & Friends, Galerie Guido W. Baudach, Berlin
- 2018  in media res, Hiromi Yoshii, Tokyo
- 2016  Der Funke soll in dir sein, Salon Dahlmann, Berlin
- 2015  Turn of a Century, Guido W. Baudach, Berlin
- 2013  Prague Biennale 6, Prag
- 2012  Salon Gold Finger, Genf
- 2011  Moment, Ventilazione, Wien
- 2009  Die Andere Seite, KAI 10 | Raum für Kunst, Düsseldorf
- 2008  La Petite Histoire, Kunstraum Niederösterreich, Wien
- 2006  Constructing New Berlin, Phoenix Art Museum and Bass Museum of Art, Miami
- 2001  Circles °5, Montana Sacra, ZKM | Zentrum für Kunst und Medientechnologie Karlsruhe

(Quelle:)

## Filmografie
- 1977 Belcanto oder Darf eine Nutte schluchzen?  als Schauspieler
- 1980 Deutschland privat – Eine Anthologie des Volksfilms  als Regisseur, Autor und Toneditor
- 1983 Die flambierte Frau als Co-Regisseur

## Publikationen und Kataloge
- Jonathan Meese und Erwin Kneihsl: Gesinnungsbuch 99, Verlag der Buchhandlung Walther König, Köln, Hrsg. Bruno Brunnet, 1999.[5]
- Helmut A. Müller: Kommando Tilman Riemenschneider – Europa 2008 : Bara, André Butzer, Tine Furler, Thomas Grötz, Thilo Heinzmann, Andreas Hofer, Erwin Kneihsl, Maja Körner, Berhold Reiß, David Sickinger, Thomas Winkler, Ulrich Wulff, Edition Hospitalhof Stuttgart, 2008.[6]
- Felix Zdenek, Monika Schnetkamp und Michael Bauer: Die andere Seite : Michael Bauer [anlässlich der Ausstellung Die Andere Seite. Michael Bauer, James Ensor, Erwin Kneihsl, Alfred Kubin, Thomas Zipp, KAI 10 Raum für Kunst, Düsseldorf, 19. September bis 5. Dezember 2009], Kerber, Bielefeld, Berlin, 2010.[7]